# Martín Campaña
Martín Nicolás Campaña Delgado (Maldonado, 1989. május 29. –) uruguayi válogatott kapus, az Independiente játékosa.

## Pályafutása

### Klubcsapatban
Szülővárosában a Deportivo Maldonado utánpótlás-csapataiban nevelkedett. Felnőtt szinten a Atenas de San Carlos szeníiben mutatkozott be. Ezt követően 2008 és 2013 között a Cerro Largo játékosa volt. A 2010–11-es idényt kölcsönben a Racing Montevideo csapatánál töltötte. 2013 és 2015 között 81 mérkőzésen védte a Defensor Sporting kapuját.
2015-ben az argentin Independiente csapatához szerződött.

### A válogatottban
Részt vett az U20-as uruguayi válogatottal a 2009-es U20-as világbajnokságon, Egyiptomban, ahol harmadik számú kapusként számítottak rá.
Később Óscar Tabárez beválogatta a 2012. évi londoni nyári olimpiai játékokra.
Az uruguayi válogatottban 2016. május 27-én debütált egy Trinidad és Tobago elleni 3–1-es győzelem alkalmával.
Nevezték a 2018-as világbajnokságon részt vevő válogatott 23-as keretébe.

## Sikerei, díjai
Independiente
- Copa Sudamericana (1): 2017

## Külső hivatkozások
- Martín Campaña – a FIFA adatbázisában
- Martín Campaña adatlapja a National-Football-Teams.com oldalon (angolul)

- Martín Campaña (angol nyelven). FootballDatabase.eu
- Martín Campaña (angol nyelven). soccerway.com
- Martín Campaña (angol nyelven). scoresway.com. [2018. február 26-i dátummal az eredetiből archiválva]. (Hozzáférés: 2018. június 30.)